# Полесье (ландшафт)
Поле́сье, или поле́сский тип ландша́фта, — в ландшафтоведении — равнинные территории, приуроченные к краевым зонам плейстоценовых материковых оледенений, низменные (реже средневысотные), субгоризонтальные, волнистые, бугристо-дюнные, сложенные флювиогляциальными и аллювиальными отложениями, часто песчаные (и супесчаные), с подзолистыми и дерново-подзолистыми почвами, часто глеевыми и глееватыми с многочисленными болотами, заболоченными лощинами. В растительном покрове преобладают смешанные (часто сосново-мелколиственные) и широколиственные леса. Полесья как правило мало распаханы. Характерны для Полесской низменности, Мещёрской низменности, восточных районов Польши (в бассейнах рек Вепш и Буг), а также для ряда районов юга Канады и США.
В европейской части бывшего СССР полесья образуют пояс, вытянутый с юго-запада на северо-восток, охватывающий всю Русскую равнину (Полесская низина, Мещера, Верхне-Волжская низина, Окско-Мокшинская низина, Балахнинская низина, Ветлужская низина, Камско-Вятская низина)
Историки также выделяют полесья, как особую зону. Историк Э. С. Кульпин противопоставляет интересы обитателей ополья, где основным видом хозяйствования было сельскохозяйственное производство, жителям полесий, для которых было свойственно комплексное использование природных ресурсов.